# Paspalum volcanense
Paspalum volcanense är en gräsart som beskrevs av Zuloaga, Morrone och S.Denham. Paspalum volcanense ingår i släktet tvillinghirser, och familjen gräs. Inga underarter finns listade i Catalogue of Life.